# Не забуду никогда
«Не забуду никогда» — третий студийный альбом российской поп-группы «Ранетки». Презентация альбома состоялась 30 октября 2010 года на сольном концерте в Москве. По результатам голосования читателей музыкального портала NEWSmusic.ru, альбом получает премию «Лучший альбом 2010 года».

## Об альбоме
Релиз диска состоялся 15 июня 2010 года. В пластинку вошли 13 композиций.
Песня «Чёрная молния» вошла в саундтрек к фильму «Чёрная молния». На песню «Без тебя» был создан анимационный клип. В его создании принимали участие сами участницы группы. Они занимались подбором аксессуаров и одежды персонажей клипа. Песня «Рядом нет тебя» посвящена актеру Василию Лыкшину, снимавшемуся в сериале «Ранетки» и умершему от сердечной недостаточности в 2009 году.

## Критика
В своей рецензии Алексей Мажаев, в основном, иронизирует по поводу текстовой составляющей альбома. В частности, он делает предположение, что с песнями в духе «Дворовая» и «Прости меня, пацан» они вполне могут расширить аудиторию до поклонников шансона. «Софт-рок для девочек» — так он характеризует жанр альбома, однако, отдаёт должное Сергею Мильниченко, который занимался музыкальной составляющей альбома.

## Список композиций
Слова и музыка всех песен — Сергей Мильниченко, если не указано иное.
| №   | Название                | Текст песни                            | Длительность |
| --- | ----------------------- | -------------------------------------- | ------------ |
| 1.  | «Ты не понял, кто я...» |                                        | 2:46         |
| 2.  | «Налоги на любовь»      | Анна Байдавлетова, Наталья Мильниченко | 2:58         |
| 3.  | «Я не забуду тебя»      | Анна Руднева, Наталья Мильниченко      | 3:19         |
| 4.  | «Клон»                  |                                        | 3:06         |
| 5.  | «До свидания»           | Анна Байдавлетова, Анна Руднева        | 3:12         |
| 6.  | «Без тебя»              |                                        | 4:10         |
| 7.  | «Вот и всё»             | Анна Руднева                           | 3:23         |
| 8.  | «Я знаю, ты - ангел»    | Евгения Огурцова, Наталья Мильниченко  | 3:57         |
| 9.  | «Не плачь»              | Анна Руднева                           | 3:34         |
| 10. | «Прости меня, пацан»    |                                        | 4:26         |
| 11. | «Чёрная молния»         | Анна Руднева                           | 2:55         |
| 12. | «Пришла весна»          | Анна Руднева                           | 3:21         |
| 13. | «Рядом нет тебя»        |                                        | 2:38         |

## Видеоклипы
1. «Налоги на любовь» (2010)
2. «Ты не понял, кто я» (2010)
3. «Без тебя» (2010)
4. «Я не забуду тебя» (2013)